# Gisela von Bayern

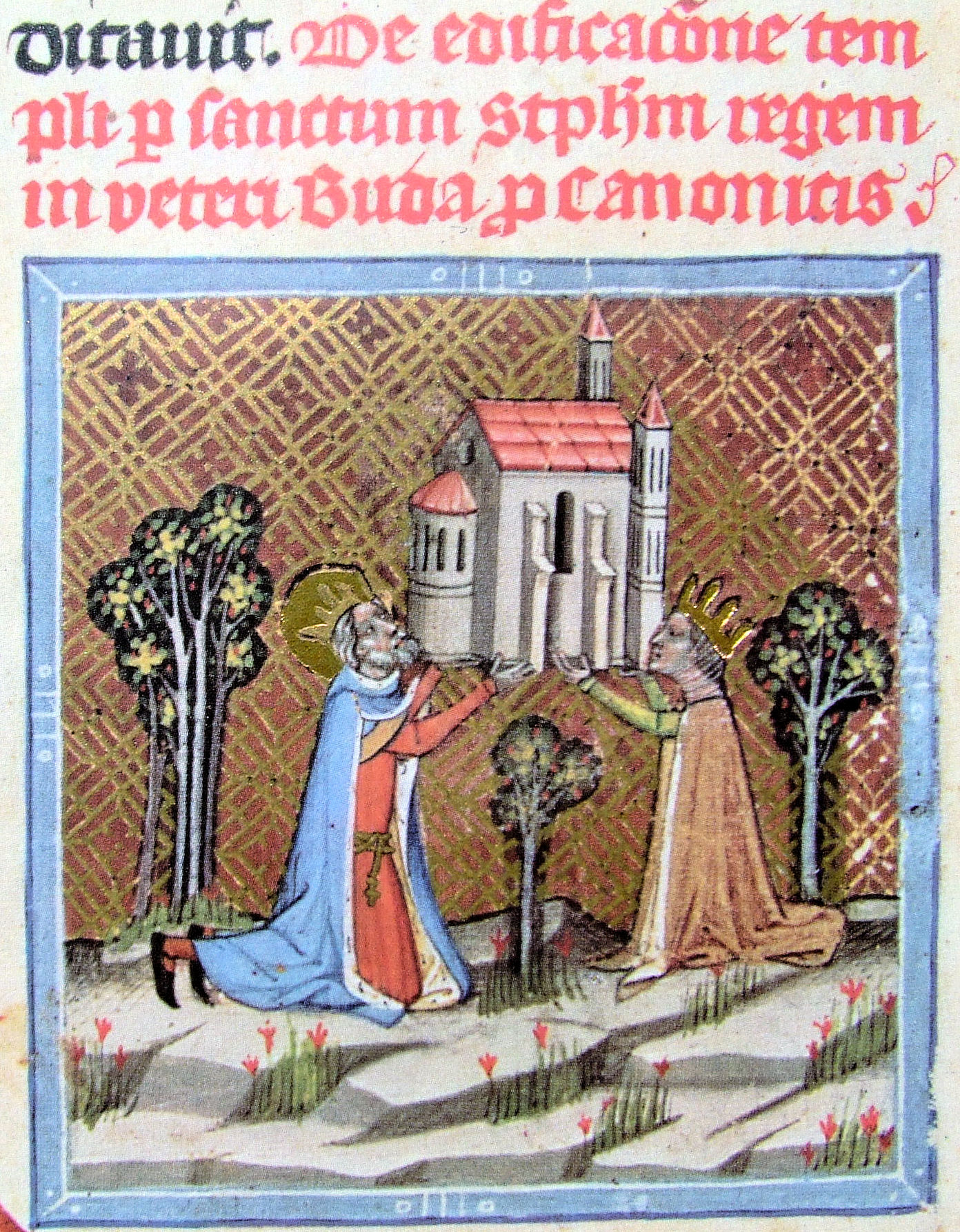
Das ungarische Königspaar Stephan (links) und Gisela (rechts), Buchminiatur, 14. Jahrhundert

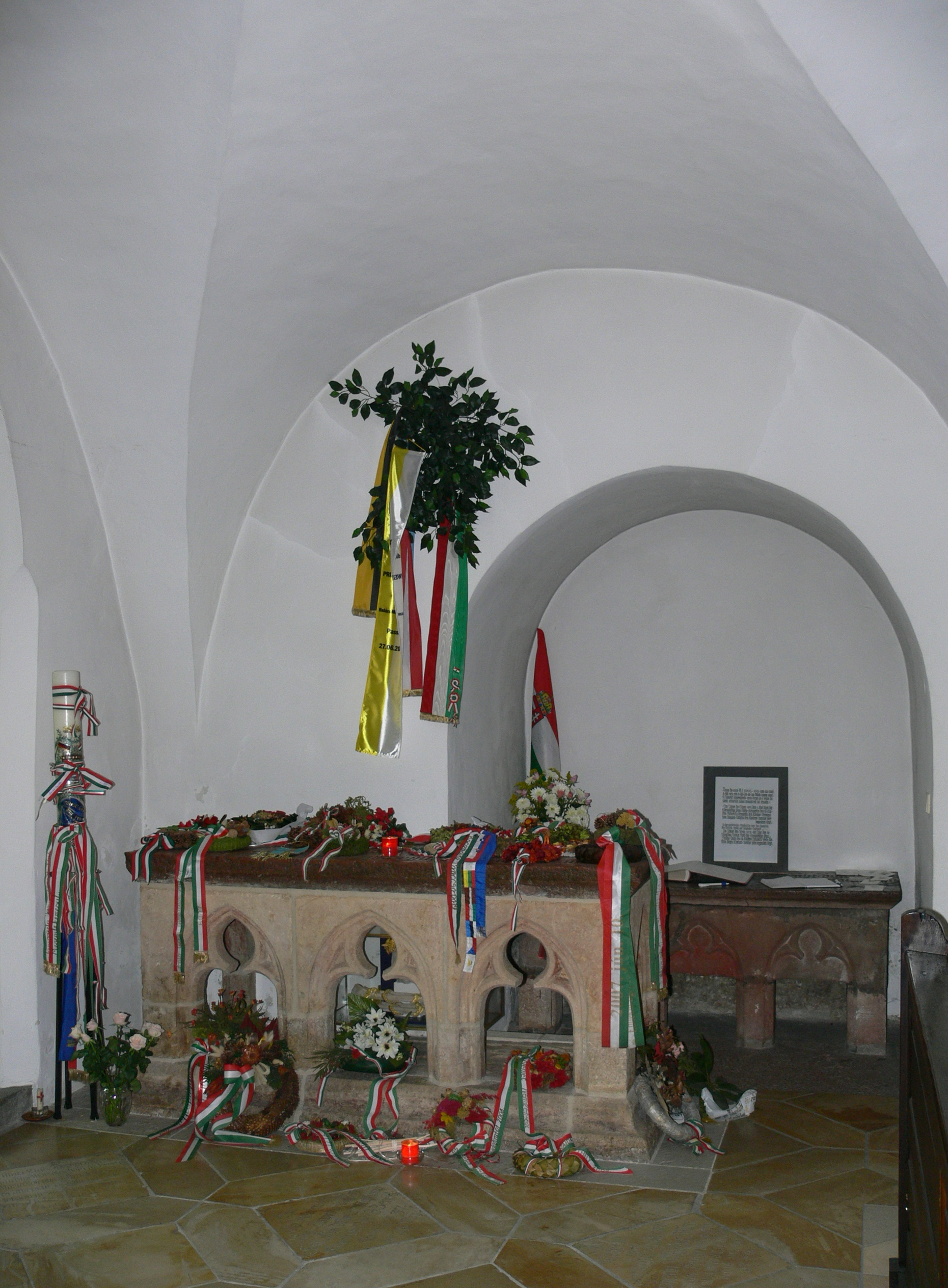
Das Grab der Seligen Gisela von Bayern, im Kloster Niedernburg

Gisela von Bayern, auch Gisela von Ungarn (* um 984 oder 985 vermutlich auf der Burg Abbach bei Regensburg; † 7. Mai um 1065 in Stift Niedernburg in Passau), war Königin von Ungarn und Äbtissin des Reichsstiftes Niedernburg.

## Leben und Wirken
Sie war die älteste Tochter des bayerischen Herzogs Heinrich des Zänkers und der Gisela von Burgund und damit Schwester Kaiser Heinrichs II. Ihre Erziehung erfolgte in einem Regensburger Kloster. Gisela war Schülerin des heiligen Wolfgang von Regensburg.
Gisela heiratete um 995 vermutlich im Alter von zehn Jahren Stephan, den späteren König von Ungarn.
Gisela war durch ihre Erziehung nicht nur hoch gelehrt, sondern auch tief gläubig und tatkräftig. Sie setzte sich als Königin über vier Jahrzehnte für die Christianisierung Ungarns ein, was ihr die Feindschaft der heidnischen Nationalpartei eintrug. Sie stiftete nicht nur mehrere Klöster und Kirchen, sondern stattete diese auch reich aus. In Veszprém am Königshof und im Frauenkloster Veszprémvölgy in Ungarn richtete sie eine Kunstgewerbeschule ein, in der unter vielem Anderen wohl der spätere ungarische Krönungsmantel um 1031 entstand, der ursprünglich ein von ihr an  den Dom zu Stuhlweißenburg verschenktes Messgewand war. Sie gilt auch als Stifterin der Domkirche in Veszprém („Gisela-Kapelle“), wohl daher der Kirchturm in ihrer Hand auf dem ungarischen Krönungsmantel. Das Giselakreuz in München stiftete sie für das Regensburger Grab ihrer Mutter.
Nach Stephans Tod 1038 wurde sie verfolgt und gefangen genommen. Nachdem sie 1042 durch den deutschen König Heinrich III. befreit worden war, konnte Gisela zurück nach Bayern. Dort scheint sie sich eine Zeit lang im Kloster Kochel am See als Nonne aufgehalten zu haben, bevor sie Äbtissin des von ihrem Bruder Heinrich II. zum Reichsstift erhobenen Stift Niedernburg in Passau wurde. Durch sie erhielt das Stift zahlreiche Schenkungen. In Niedernburg blieb sie bis zu ihrem Tod. 
Ihr Grab, ein Hochgrab aus der Spätgotik (1420/30) über dem originalen Grabstein aus dem 11. Jahrhundert, in der Klosterkirche ist erhalten. Es wurde vor allem ab dem 15. Jahrhundert und bis in die heutige Zeit Ziel zahlreicher ungarischer Pilgerinnen und Pilger, insbesondere als Zwischenstation auf der Wallfahrt nach Aachen.
Gisela wird als Selige verehrt (Fest am 7. Mai und 1. Februar).
Seit 1995 besitzt auch die Kathedrale von Veszprém Reliquien von ihr. In Wien-Penzing (14. Bezirk) ist die Giselagasse nach ihr benannt. Am 27. September 2013 wurde das Musical „Gisela & Stephan“ in Pfaffenhofen an der Ilm welturaufgeführt. 2016 gab es weitere Aufführungen in der ungarischen Stadt Veszprém sowie in Scheyern und Passau.

## Nachkommen
- Emmerich (Imre) (* 1007, † 2. September 1031)
- Otto
- Agathe, Ehefrau Eduards von England